# 凯卢昂
凯尔卢昂（法語：Kerlouan，法語發音：[kɛʁluɑ̃]）是法国菲尼斯泰尔省的一个市镇，属于布雷斯特区。

## 地理
凯卢昂（48°38'40"N, 4°22'2"W）面积17.8 平方千米，位于法国布列塔尼大區菲尼斯泰尔省，该省份为法国最西部的省份，位于布列塔尼半岛西部，北西南三面环大西洋，东临阿摩尔滨海省和莫尔比昂省。
与凯卢昂接壤的市镇（或旧市镇、城区）包括：圣弗雷冈、吉塞尼、普卢伊代尔、普卢内乌尔-布里尼奥冈普拉日。
凯卢昂的时区为UTC+01:00、UTC+02:00（夏令时）。

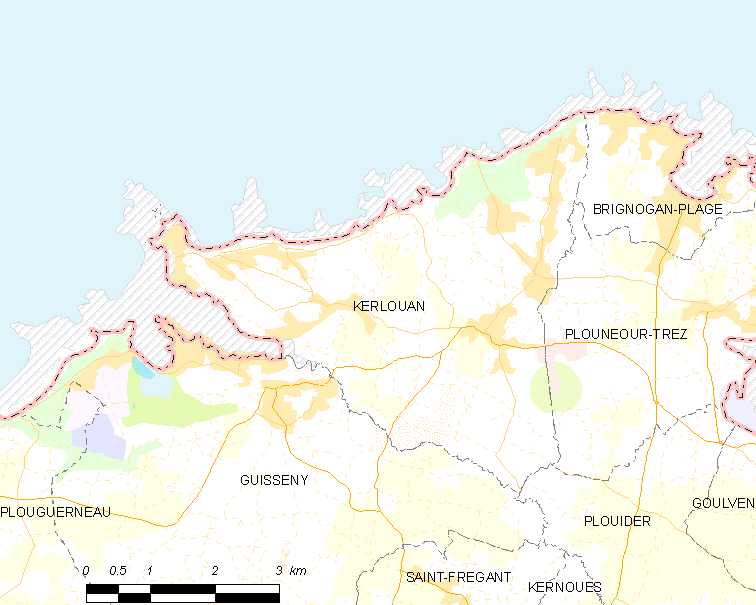
凯卢昂的OSM定位图

## 行政
凯卢昂的邮政编码为29890，INSEE市镇编码为29091。

## 政治
凯卢昂所属的省级选区为莱斯讷旺县。

## 人口

1962-2008年间凯卢昂人口变化图示

凯卢昂于2022年1月1日时的人口数量为2028人。